# Щит Порт-Віли
Щит Порт-Віли (англ. Port Vila Shield) — футбольне змагання, яке щорічно проводиться серед футбольних клубів Вануату. Засноване 2013 року Футбольною асоціацією Порт-Віли. Щит виступає як передсезонне змагання, де клуби Прем'єр-ліги ТВЛ грають один проти одного в кубковому форматі.

## Переможці
- 2013 — «Тафеа»
- 2014 — «Тафеа»
- 2015 — «Амікаль»